# 쿵푸 팬더
《쿵푸 팬더》(영어: Kung Fu Panda)는 미국의 애니메이션 영화로 자이언트 판다 포가 쿵푸를 힘겹게 배우고 새로운 적들과 만나 싸우는 과정을 그렸다. 마크 오즈본과 존 스티븐슨이 감독을 맡았고 멀리사 콥이 프로듀서를 맡았으며 드림웍스 애니메이션의 중역인 마이클 레이챈스가 이 영화에 대한 아이디어를 냈다. 2008년 6월 5일에 대한민국에서 개봉되었으며, 6월 6일에 북미에서 개봉했다.

## 줄거리
의인화된 동물들이 살고 있는 고대 중국의 땅, 평화의 계곡에서 심술궂은 레서판다 시푸 사부는 쿵푸의 창시자이자 계곡의 정신적 지도자인 현명한 갈라파고스땅거북 우그웨이 사부로부터 그의 전 제자 눈표범 타이렁이 탈출하여 무한한 힘을 부여하는 유물인 용의 비법서를 빼앗기 위해 계곡을 공격할 것이라고 예측했다는 것을 듣는다. 이에 시푸는 그의 조수 젱을 타이렁이 갇혀 있는 초르곰 감옥의 보안을 강화하기 위해 보낸 다음, 비법서를 읽을 자격이 있는 예언된 영웅인 용의 전사를 식별하기 위한 대회를 개최한다. 국수 가게를 운영하는 양아버지 거위 핑 씨를 돕는 대왕판다 포는 쿵푸를 꿈꾸지만 대회에 늦게 도착한다. 그는 시푸가 훈련시킨 쿵푸 마스터 그룹인 그의 우상 오대 무적—타이그리스, 몽키, 크레인, 바이퍼, 맨티스—를 보기 위해 다양한 방법으로 경기장에 들어가려고 시도한다. 폭죽으로 추진되는 의자를 사용하여 포는 대회 도중 우연히 오대 무적 앞에 착륙하고, 우그웨이는 예상치 못하게 그를 용의 전사로 선언한다.
시푸는 우그웨이의 선택이 사고라고 믿고, 오대 무적은 혹독한 첫 훈련일 이후 포를 무시하여 그를 낙담시키고 그만둘 것을 고려하게 만든다. 그러나 우그웨이는 시푸의 힘든 훈련을 통해 인내심을 가지라고 격려하고, 포는 그의 회복력과 유머로 점차 오대 무적과 친구가 된다. 타이그리스는 시푸의 혹독함이 타이렁의 배신과 그를 아기로 키웠던 것에 대한 수치심에서 비롯되었다고 밝힌다. 감옥에서 타이렁은 젱의 깃털 중 하나를 사용하여 탈출하고, 경비병들을 제압하고 젱을 돌려보낸다. 젱으로부터 나쁜 소식을 들은 시푸는 우그웨이에게 경고하고, 우그웨이는 시푸에게 포를 용의 전사로 믿으라고 약속하게 하고 그를 자신의 후계자로 지명한 후 영혼의 세계로 승천한다. 시푸는 포와 오대 무적에게 타이렁의 탈출에 대해 말하며, 포만이 그를 막을 수 있다고 주장한다. 목표와 우그웨이의 죽음에 겁을 먹은 포는 도망치려 하지만 시푸가 그를 막는다. 왜 머물렀냐는 질문에 포는 예전의 자신을 싫어했지만 시푸가 자신을 바꿀 수 있다고 믿었다고 인정한다. 포는 시푸에게 그를 용의 전사로 훈련시키는 방법을 모른다고 고백하게 만든다. 타이그리스는 이를 엿듣고 오대 무적을 이끌고 타이렁을 직접 막기 위한 비밀 작전을 시도한다.
한편, 시푸는 음식이 포에게 동기를 부여할 때 그의 육체적 능력에 대한 잠재력을 깨닫고, 그에게 독특한 쿵푸 스타일을 훈련시킨다. 오대 무적은 타이렁과 대결하고, 타이렁은 혈도 지르기 기술로 그들을 물리치고, 크레인만이 오대 무적을 경고로 돌려보낸다. 시푸는 포가 용의 비법서를 받을 준비가 되었다고 결정하지만, 포는 그것이 백지임을 발견한다. 비법서가 무력하다고 생각한 시푸는 포와 오대 무적에게 계곡을 대피시키라고 보내고 자신은 타이렁과 홀로 맞선다. 좌절한 포를 위로하기 위해 핑 씨는 그의 "비밀 재료 국수"에는 전혀 비밀 재료가 없다고 밝히며, 믿음이 사물을 특별하게 만들 수 있다고 말한다. 이것이 용의 비법서의 메시지임을 이해한 포는 시푸를 돕기 위해 서둘러 돌아간다.
옥 황궁에서 타이렁은 시푸를 잔인하게 물리치지만, 비법서가 사라진 것을 발견한다. 포는 비법서를 가지고 도착하여 타이렁과 혼란스러운 기술로 전투를 벌여 우위를 점한다. 타이렁은 비법서를 얻지만 백지 표면을 이해하지 못한다. 격분한 그는 포에게 혈도 지르기를 사용하지만, 포는 그의 몸 지방 때문에 영향을 받지 않는다. 포는 타이렁을 제압하고 스스로 배운 우시 손가락 잡기 기술로 그를 영혼의 세계로 추방하며, 계곡 주민들에게 영웅으로 칭송받는다.

## 등장인물

### 주연
- 잭 블랙 - 대왕판다, 포 역
- 더스틴 호프먼 - 레서판다, 시푸 사부 역
- 성룡 - 원숭이 몽키 역
- 루시 류 - 뱀, 바이퍼 역
- 안젤리나 졸리 - 호랑이, 타이그리스 역
- 이언 맥셰인 - 표범, 타이렁 역
- 데이비드 크로스 - 학, 크레인 역
- 세스 로건 - 사마귀, 맨티스 역

### 조연
- 랜들 덕 김 - 거북이, 우그웨이 대사부 역
- 마이클 클라크 덩컨 - 바키르 교도소장 역
- 댄 포글러 - 젱 역
- 제임스 홍 - 미스터 핑 역

### 성우
- 엄상현 - 포 역
- 김기현 - 시푸 사부 역
- 소연 - 타이그리스 역
- 양정화 - 바이퍼 역
- 방성준 - 맨티스 역
- 안장혁 - 타이렁 역
- 하성용 - 몽키 역
- 전광주 - 크레인 역
- 기영도 - 핑(포의 양아버지) 역
- 정기항 - 우그웨이 대사부 역
- 전태열 - 첸(궁전 특사) 역
- 한상덕 - 경비대장 역
- 양준건 - 악어 건달 / 돼지 손님 / 돼지 쌍둥이 역
- 이진홍 - 웨이터 / 돼지 쌍둥이 역
- 한경화 - 토끼 소년 / 웨이트리스 역
- 정현경 - 여우 건달 / 토끼 엄마 역
- 서지연 - 토끼 소녀 / 구경꾼 역
- 사성웅 - 구경꾼 역
- 이원덕 - 갱 보스 / 궁수 역
- 고제성 - 궁수 역

## 제작진

### 연출
- 마크 오즈번
- 존 스티븐슨

### 각본
- 조너선 에이벨
- 글렌 버거

### 제작
- 멀리사 코브
- 조너선 에이벨 : 공동제작
- 글렌 버거 : 공동제작

### 촬영
- 전용덕

## 제작 과정

### 음악
다른 대부분의 드림웍스 애니메이션 필름과 마찬가지로, 작곡가 한스 치머가 《쿵푸 팬더》의 음악을 맡았다. 치머는 중국을 방문한 바 있으며 중국 문화를 흡수하고 중국 국립 관현악단과의 안면을 트고자 했다 전한다. 쿵푸 팬더의 음악을 준비하기 위해서였다고 한다. 힙합 레코드 프로듀서 팀벌랜드(Timbaland, 본명 티머시 Z. 모즐리)도 또한 사운드트랙 작업에 부분적으로 참가하였다.
한스 치머가 이 영화의 주 작곡가로 이름을 올리고 있었다. 그런데, 테스트 스크리닝 기간 중, 드림웍스의 CEO인 제프리 캐천버그는 작곡가 존 파월을 이 영화에 끌여들여 곡을 쓰게 하였다. 드림웍스의 애니메이션 《엘도라도》 및 액션 스릴러 《칠팩터》(Chill Factor)에서 그 두 명이 함께 일한 이후 8년 만에 같이 일하게 되는 셈이었다. 2008년 3월 21일 드림웍스 사는 이 사실을 공식적으로 확인해주었다.
《쿵푸 팬더》의 사운드트랙 앨범은 인터스코프 레코드가 2008년 6월 3일 발매하였다. .

## 개봉

### 마케팅
《쿵푸 팬더》는 2008년 칸 영화제에서 시사회를 가졌다.

### 등급
북미에서 《쿵푸 팬더》는 쿵푸 무술 장면 때문에 MPAA PG 등급을 받았다. 대한민국에서는 전체 관람가 등급을 받았다.

## 기술 측면
《쿵푸 팬더》는 드림웍스 애니메이션 사 최초의 2.35:1 시네마스코프 화면의 CGI 영화이다.
- 음향 : 돌비 디지털, DTS, Sony Dynamic Digital Sound
- 색상 : 딜럭스 컬러
- 프린트: 테크니컬러
- 믹싱: THX Certified
- 코닥
- Avid